# Boulay-les-Ifs
Pour les articles homonymes, voir Boulay.
Boulay-les-Ifs est une commune française, située dans le département de la Mayenne en région Pays de la Loire, peuplée de 136 habitants.
La commune fait partie de la province historique du Maine, et se situe dans le Bas-Maine.

### Carte

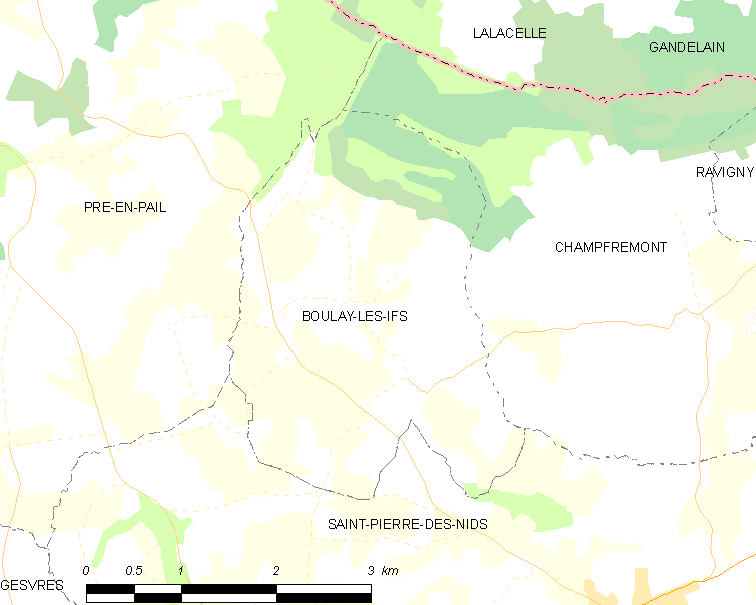
Carte de la commune.

## Géographie

### Communes limitrophes
| Pré-en-Pail           | Lalacelle             | Champfrémont          |
| Pré-en-Pail           | Boulay-les-Ifs        | Champfrémont          |
| Saint-Pierre-des-Nids | Saint-Pierre-des-Nids | Saint-Pierre-des-Nids |

### Climat
Pour des articles plus généraux, voir Climat des Pays de la Loire et Climat de la Mayenne.
En 2010, le climat de la commune est de type climat océanique dégradé des plaines du Centre et du Nord, selon une étude du CNRS s'appuyant sur une série de données couvrant la période 1971-2000. En 2020, Météo-France publie une typologie des climats de la France métropolitaine dans laquelle la commune est exposée à un climat océanique et est dans la région climatique  Normandie (Cotentin, Orne), caractérisée par une pluviométrie relativement élevée (850 mm/a) et un été frais (15,5 °C) et venté. 
Pour la période 1971-2000, la température annuelle moyenne est de 10,3 °C, avec une amplitude thermique annuelle de 14,1 °C. Le cumul annuel moyen de précipitations est de 804 mm, avec 12,7 jours de précipitations en janvier et 7,3 jours en juillet. Pour la période 1991-2020, la température moyenne annuelle observée sur la station météorologique de Météo-France la plus proche, « Alençon - Valframbert », sur la commune d'Alençon à 17 km à vol d'oiseau, est de 11,3 °C et le cumul annuel moyen de précipitations est de 743,7 mm,. Pour l'avenir, les paramètres climatiques de la commune estimés pour 2050 selon différents scénarios d'émission de gaz à effet de serre sont consultables sur un site dédié publié par Météo-France en novembre 2022.

## Urbanisme

### Typologie
Au 1er janvier 2024, Boulay-les-Ifs est catégorisée commune rurale à habitat très dispersé, selon la nouvelle grille communale de densité à sept niveaux définie par l'Insee en 2022.
Elle est située hors unité urbaine. Par ailleurs la commune fait partie de l'aire d'attraction d'Alençon, dont elle est une commune de la couronne,. Cette aire, qui regroupe 89 communes, est catégorisée dans les aires de 50 000 à moins de 200 000 habitants,.

### Occupation des sols
L'occupation des sols de la commune, telle qu'elle ressort de la base de données européenne d’occupation biophysique des sols Corine Land Cover (CLC), est marquée par l'importance des territoires agricoles (83,9 % en 2018), une proportion identique à celle de 1990 (83,9 %). La répartition détaillée en 2018 est la suivante : 
prairies (45 %), terres arables (38,9 %), forêts (16,1 %). L'évolution de l’occupation des sols de la commune et de ses infrastructures peut être observée sur les différentes représentations cartographiques du territoire : la carte de Cassini (XVIIIe siècle), la carte d'état-major (1820-1866) et les cartes ou photos aériennes de l'IGN pour la période actuelle (1950 à aujourd'hui).

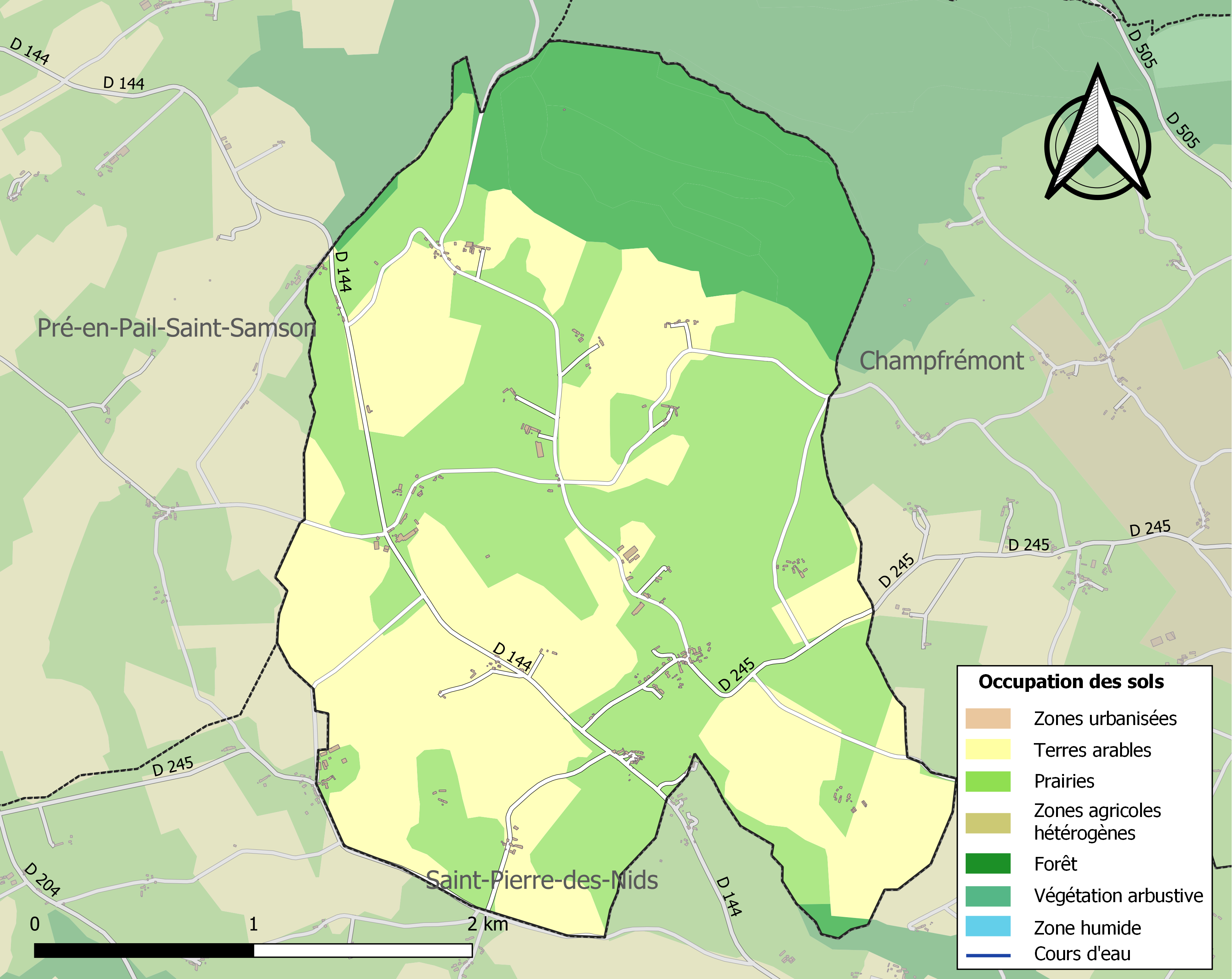
Carte des infrastructures et de l'occupation des sols de la commune en 2018 (CLC).

## Toponymie
Le 9 janvier 1965, Boulay prend le nom de Boulay-les-Ifs.

## Héraldique
| Blason de Boulay-les-Ifs | Blason  | D’argent, à trois fasces de sable, chargées de six roses d’or, 3, 2 et 1. |
| Blason de Boulay-les-Ifs | Détails | L’argent avec les fasces de sable symbolisent le bouleau qui a donné son nom au village ; ils sont aussi les armes de la famille Tragin qui a possédé le village de 1577 à 1798. La reprise intégrale du blason de famille étant interdite pour les communes, il suffit d’en emprunter un ou plusieurs éléments. Les roses indiquent que la Vierge est la sainte patronne du village. Chacune de ces roses représente les principaux peuplements de Boulay que sont le Gué, le Perron, la Garenne, Courgalin, la Galasière et la Rivière. Les ornements sont deux deux gerbes de blé d’or, mises en sautoir par la pointe et liées de sable afin d’honorer l’activité agricole. Le listel d'argent porte le nom de la commune en lettres majuscules de sable. La couronne de tours dit que l’écu est celui d’une commune ; elle n’a rien à voir avec des fortifications. Le statut officiel du blason reste à déterminer. |

## Politique et administration

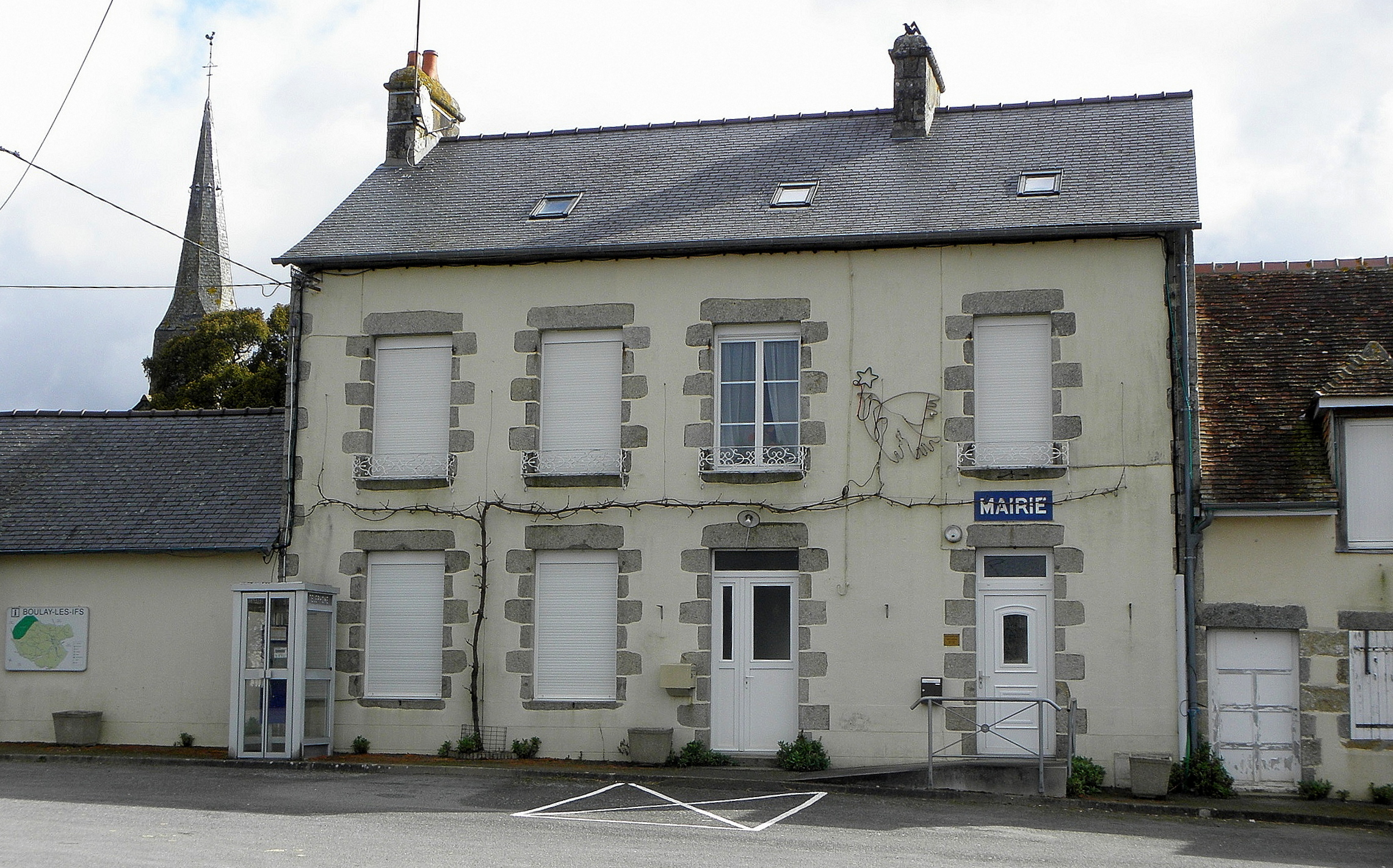
La mairie.

## Population et société

### Démographie
L'évolution du nombre d'habitants est connue à travers les recensements de la population effectués dans la commune depuis 1793. Pour les communes de moins de 10 000 habitants, une enquête de recensement portant sur toute la population est réalisée tous les cinq ans, les populations de référence des années intermédiaires étant quant à elles estimées par interpolation ou extrapolation. Pour la commune, le premier recensement exhaustif entrant dans le cadre du nouveau dispositif a été réalisé en 2008.
En 2022, la commune comptait 136 habitants, en évolution de −17,07 % par rapport à 2016 (Mayenne : −0,73 %, France hors Mayotte : +2,11 %).
| 1793 | 1800 | 1806 | 1821 | 1831 | 1836 | 1841 | 1846 | 1851 |
| ---- | ---- | ---- | ---- | ---- | ---- | ---- | ---- | ---- |
| 475  | 347  | 699  | 669  | 590  | 551  | 445  | 445  | 460  |

| 1856 | 1861 | 1866 | 1872 | 1876 | 1881 | 1886 | 1891 | 1896 |
| ---- | ---- | ---- | ---- | ---- | ---- | ---- | ---- | ---- |
| 448  | 432  | 444  | 432  | 428  | 426  | 414  | 391  | 377  |

| 1901 | 1906 | 1911 | 1921 | 1926 | 1931 | 1936 | 1946 | 1954 |
| ---- | ---- | ---- | ---- | ---- | ---- | ---- | ---- | ---- |
| 339  | 353  | 311  | 308  | 305  | 255  | 225  | 215  | 193  |

| 1962 | 1968 | 1975 | 1982 | 1990 | 1999 | 2006 | 2008 | 2013 |
| ---- | ---- | ---- | ---- | ---- | ---- | ---- | ---- | ---- |
| 181  | 177  | 160  | 160  | 131  | 168  | 164  | 163  | 170  |

| 2018 | 2022 | - | - | - | - | - | - | - |
| ---- | ---- | - | - | - | - | - | - | - |
| 148  | 136  | - | - | - | - | - | - | - |

## Culture locale et patrimoine

### Lieux et monuments
- L'église paroissiale Sainte-Marie.
- Boulay-les-Ifs abrite une partie du site Natura 2000 de la forêt de Multonne[22].

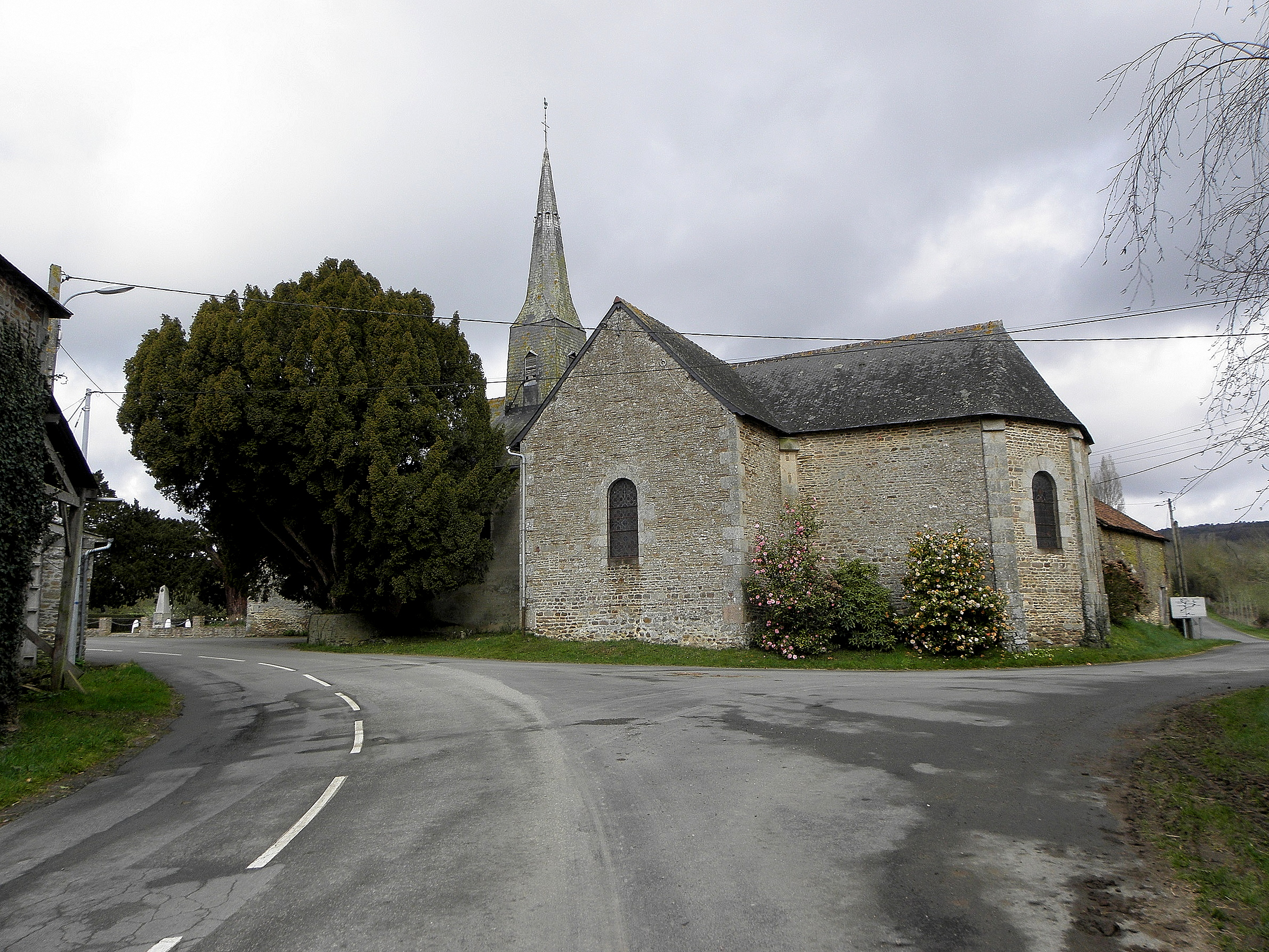
Vue méridionale de l'église.
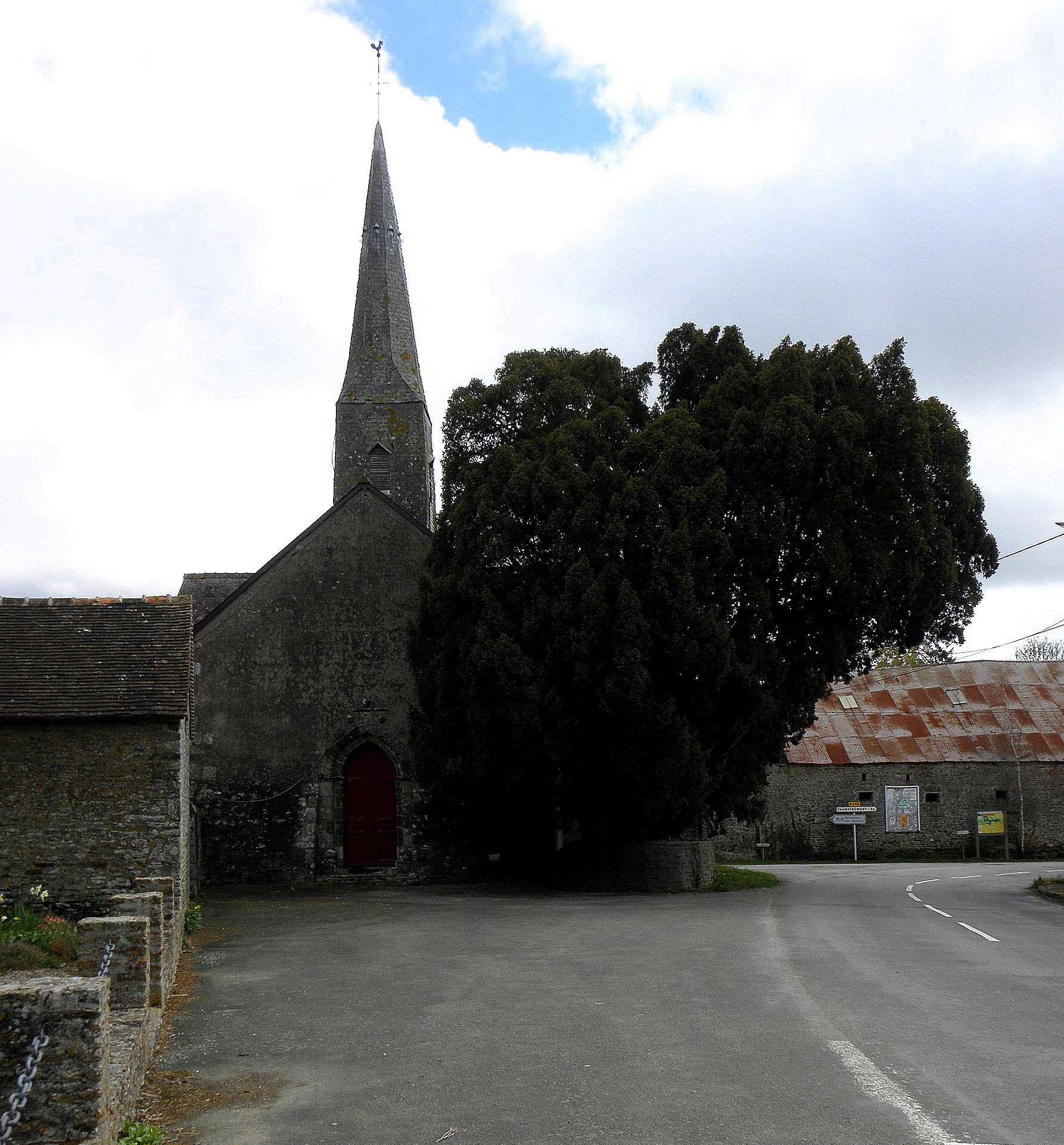
Façade occidentale de l'église.
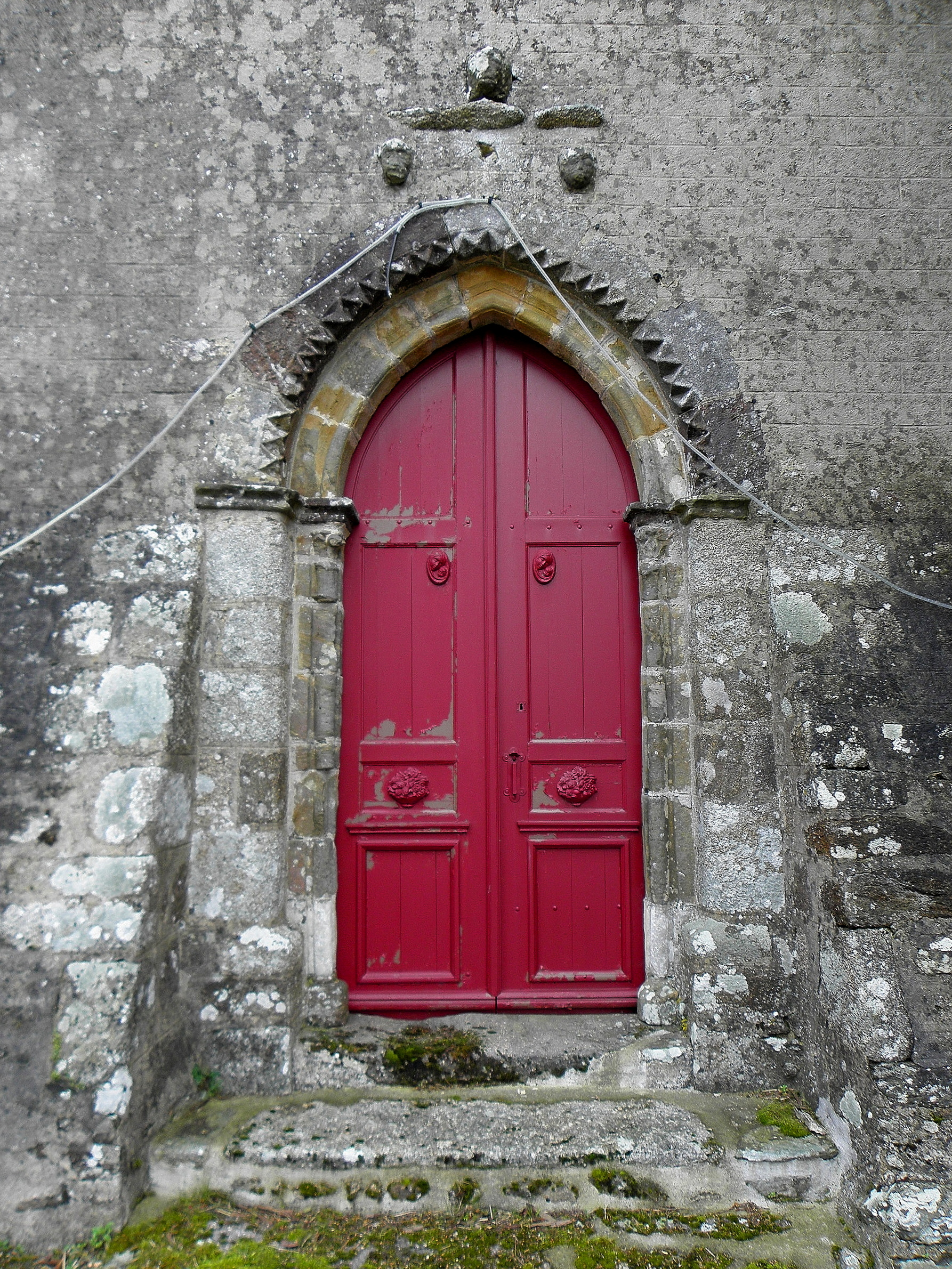
Portail principal de l'édifice.
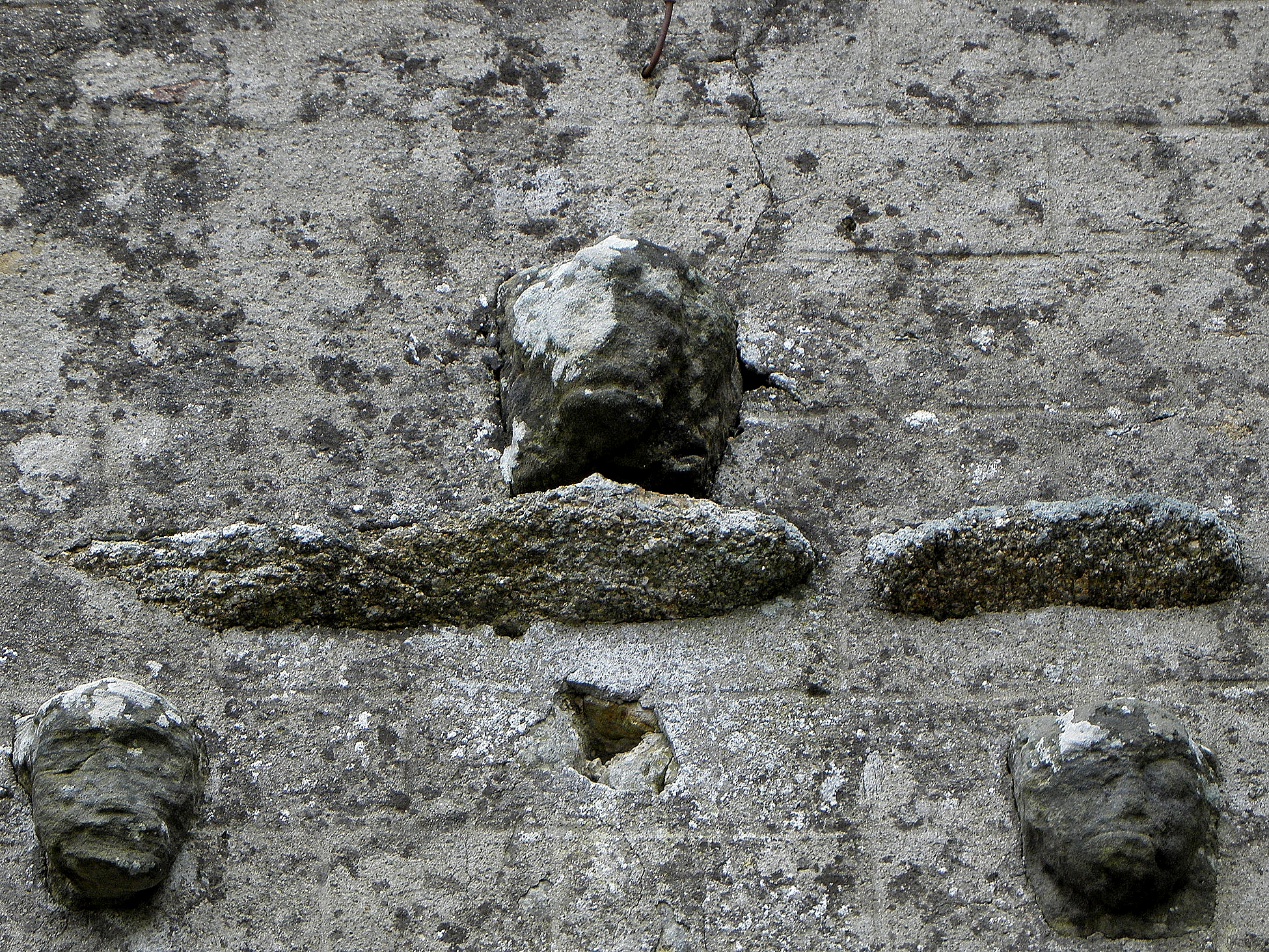
Têtes sculptées ornant la façade ouest de l'église.